# Neocordulia batesi
Neocordulia batesi är en trollsländeart. Neocordulia batesi ingår i släktet Neocordulia och familjen skimmertrollsländor.

## Underarter
Arten delas in i följande underarter:
- N. b. batesi
- N. b. longipollex